# Chvilky
Chvilky je český film režisérky Beaty Parkanové z roku 2018, jedná se o její celovečerní debut. Film je tvořen sedmi obrazy ze života Anežky, na kterých jsou vidět její vztahy s členy rodiny. Film byl uveden v sekci Na východ od Západu na 53. Mezinárodním filmovém festivalu v Karlových Varech.

## Výroba
Film se natáčel v květnu a v červnu 2017 ve Velkém Meziříčí (v areálu bývalého podniku Kablo, u řeky, na vyhlídce nad městem či v domově důchodců) a v Jihlavě v Domě zdraví. Pro roli dědečka hlavní hrdinky byl zamýšlen herec Jan Tříska.

## Obsazení
| Jenovéfa Boková   | Anežka      |
| Alena Mihulová    | matka       |
| Martin Finger     | otec        |
| Jaroslava Pokorná | babička     |
| Lenka Vlasáková   | psycholožka |
| Marek Geišberg    | hudebník    |

## Recenze
- Rimsy, MovieZone.cz